# Viktor Ruban
Viktor Hennadijovyč Ruban (in ucraino Віктор Геннадійович Рубан?; Charkiv, 24 maggio 1981) è un arciere ucraino.

## Biografia

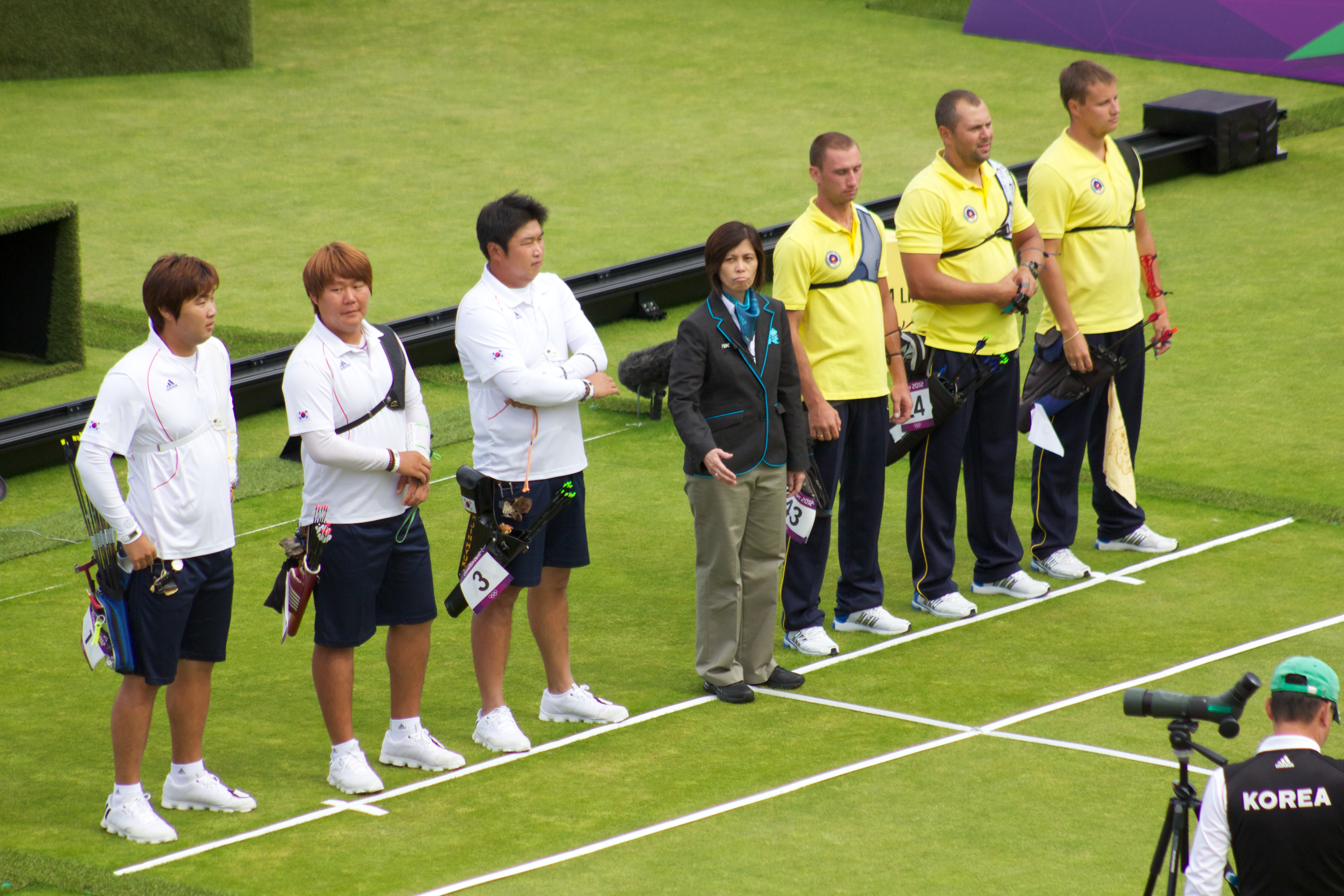
Ruban con la squadra ucraina a

Nato a Charkiv, nell'allora RSS Ucraina dell'Unione Sovietica, nel 1981, da giovane ha praticato l'atletica leggera, passando al tiro con l'arco a 15 anni, nel 1996.
Ha partecipato per la prima volta ai Giochi olimpici a 23 anni, ad Atene 2004. Qui è stato eliminato agli ottavi nella gara individuale dal britannico Larry Godfrey, vittorioso per 167-162, ma è riuscito a conquistare un bronzo nella gara a squadre insieme a Dmytro Gračov e Oleksandr Serdjuk grazie al successo per 237-235 nella finalina contro gli USA. In precedenza era stata la Corea del Sud, poi oro, ad eliminare gli ucraini in semifinale, battendoli 242-239.
4 anni dopo, a Pechino 2008, ha invece trionfato nella gara individuale, conquistando la medaglia d'oro grazie alla vittoria per 113-112 in finale sul sudcoreano Park Kyung-mo, arrivata all'ultima freccia. Nella gara a squadre invece non è riuscito a bissare il bronzo di Atene, perdendo la finale 3º-4º posto contro la Cina per 222-219.
Nel 2009 ha vinto un bronzo individuale ai Mondiali di Ulsan, in Corea del Sud, e un oro, sempre individuale all'Universiade di Belgrado.
3 anni dopo si è aggiudicato due bronzi a squadre, uno agli Europei di Amsterdam e uno ai Mondiali indoor di Las Vegas. Nello stesso anno ha preso parte alle Olimpiadi di Londra 2012, uscendo ai quarti sia nell'individuale, contro il sudcoreano Oh Jin-hyek, poi oro, sia nella gara a squadre, contro la Corea del Sud, poi bronzo, vittoriosa per 227-220.
Ai Mondiali indoor di Nîmes 2014 ha vinto un oro a squadre e un argento individuale.
L'anno successivo ha vinto l'oro a squadre ai primi Giochi europei, a Baku.
Nel 2016 ha ottenuto il bronzo nella gara a square miste agli Europei di Nottingham, in Inghilterra.
Nel 2018 ha vinto il bronzo a squadre ai Mondiali indoor di Yankton, negli USA.

## Palmarès

### Giochi olimpici
- 2 medaglie:
  - 1 oro (Individuale a Pechino 2008)
  - 1 bronzo (A squadre ad Atene 2004)

### Campionati mondiali
- 1 medaglia:
  - 1 bronzo (Individuale a Ulsan 2009)

### Campionati mondiali indoor
- 4 medaglie:
  - 1 oro (A squadre a Nîmes 2014)
  - 1 argento (Individuale a Nîmes 2014)
  - 2 bronzi (A squadre a Las Vegas 2012, a squadre a Yankton 2018)

### Campionati europei
- 2 medaglie:
  - 2 bronzi (A squadre ad Amsterdam 2012, squadre miste a Nottingham 2016)

### Giochi europei
- 1 medaglia:
  - 1 oro (A squadre a Baku 2015)

### Universiade
- 1 medaglia:
  - 1 oro (Individuale a Belgrado 2009)